# 시카노 슈헤이
시카노 슈헤이(일본어: 鹿野 修平, 1999년 8월 27일~)는 일본의 축구 선수이다.

## 구단 경력
그는 2022년 J3리그의 이와키 FC에 입단했다. 2022년 J3리그 우승으로 J2리그로 승격했다. 2025년 J3리그의 도치기 SC로 이적했다.